# Abarema acreana
Espèce
Abarema acreana est une espèce de plantes à fleurs de la famille des Fabaceae. C'est un arbre.

## Description
C'est un arbre.